# سامانه هشدار لحظه‌ای ملی (ژاپن)

سامانه هشدار لحظه‌ای ملی (به ژاپنی: 全国瞬時警報システム) یا J-Alert یک سامانه هشدار در سراسر کشور ژاپن است. این سامانه در فوریه ۲۰۰۷ راه اندازی شد. این سامانه بگونه‌ای طراحی شده‌است تا به سرعت تهدیدهای مختلف از جمله بلایای طبیعی مانند سونامی و زلزله؛ و همچنین تهدیدهای نظامی از جمله موشک‌های کره شمالی و حملات تروریستی را سریعاً به اطلاع عموم مردم برساند. این سامانه ماهواره‌ای بوده و به مقامات این امکان را می‌دهد که به سرعت هشدار را به رسانه‌های محلی، و به طور مستقیم از طریق بلندگو به شهروندان برساند.